# Modifiche territoriali e amministrative dei comuni della Calabria
Questa pagina riassume tutte le modifiche territoriali ed amministrative dei comuni calabresi dall'Unità ad oggi.
| Cod. Belfiore | Comune                       | Provincia | Anno | Evento                           | Comune                                                         | Provincia |
| ------------- | ---------------------------- | --------- | ---- | -------------------------------- | -------------------------------------------------------------- | --------- |
| A041          | Acquappesa                   | CS        | 1927 | Soppresso per costituire         | Guardia Piemontese Terme                                       | CS        |
| A041          | Acquappesa                   | CS        | 1945 | Ricostituito con soppressione di | Guardia Piemontese Terme                                       | CS        |
| A043          | Acquaro                      | CZ        | 1992 | Cambia provincia                 |                                                                | VV        |
| A077          | Agnana                       | RC        | 1863 | Cambia denominazione in          | Agnana Calabra                                                 | RC        |
| A102          | Aiello Calabro               | CS        | 1928 | Costituito con fusione di        | Aiello in Calabria, Cleto e Serra d'Aiello                     | CS        |
| A104          | Aiello in Calabria           | CS        | 1928 | Soppresso per costituire         | Aiello Calabro                                                 | CS        |
| A105          | Aieta                        | CS        | 1928 | Soppresso per costituire         | Praia a Mare                                                   | CS        |
| A105          | Aieta                        | CS        | 1937 | Ricostituito con scorporo da     | Praia a Mare                                                   | CS        |
| A183          | Alessandria                  | CS        | 1863 | Cambia denominazione in          | Alessandria del Carretto                                       | CS        |
| A386          | Arena                        | CZ        | 1992 | Cambia provincia                 |                                                                | VV        |
| A234          | Altilia                      | CS        | 1928 | Soppresso e incorporato in       | Malito                                                         | CS        |
| A234          | Altilia                      | CS        | 1937 | Ricostituito con scorporo da     | Malito                                                         | CS        |
| A552          | Bagnara                      | RC        | 1864 | Cambia denominazione in          | Bagnara Calabra                                                | RC        |
| A762          | Belmonte                     | CS        | 1863 | Cambia denominazione in          | Belmonte Calabro                                               | CS        |
| A768          | Belsito                      | CS        | 1928 | Soppresso e incorporato in       | Malito                                                         | CS        |
| A768          | Belsito                      | CS        | 1937 | Ricostituito con scorporo da     | Malito                                                         | CS        |
| A772          | Belvedere                    | CZ        | 1863 | Cambia denominazione in          | Belvedere di Spinello                                          | CZ        |
| A772          | Belvedere di Spinello        | CZ        | 1992 | Cambia provincia                 |                                                                | KR        |
| A773          | Belvedere                    | CS        | 1863 | Cambia denominazione in          | Belvedere Marittimo                                            | CS        |
| B085          | Botricello                   | CZ        | 1957 | Costituito con scorporo da       | Andali                                                         | CZ        |
| B099          | Bova Marina                  | RC        | 1908 | Costituito con scorporo da       | Bova                                                           | RC        |
| B169          | Briatico                     | CZ        | 1992 | Cambia provincia                 |                                                                | VV        |
| B197          | Brognaturo                   | CZ        | 1992 | Cambia provincia                 |                                                                | VV        |
| B234          | Bruzzano                     | RC        | 1863 | Cambia denominazione in          | Bruzzano Zeffirio                                              | RC        |
| B319          | Caccuri                      | CZ        | 1992 | Cambia provincia                 |                                                                | KR        |
| B426          | Caloveto                     | CS        | 1928 | Soppresso e incorporato in       | Cropalati                                                      | CS        |
| B426          | Caloveto                     | CS        | 1934 | Ricostituito con scorporo da     | Cropalati                                                      | CS        |
| B516          | Campo                        | RC        | 1864 | Cambia denominazione in          | Campo di Calabria                                              | RC        |
| B516          | Campo di Calabria            | RC        | 1927 | Soppresso e incorporato in       | Reggio Calabria                                                | RC        |
| B516          | Campo di Calabria            | RC        | 1950 | Ricostituito con scorporo da     | Villa San Giovanni                                             | RC        |
| B516          | Campo di Calabria            | RC        | 1950 | Cambia denominazione in          | Campo Calabro                                                  | RC        |
| B614          | Cannitello                   | RC        | 1927 | Soppresso e incorporato in       | Reggio Calabria                                                | RC        |
| B655          | Capistrano                   | CZ        | 1992 | Cambia provincia                 |                                                                | VV        |
| B717          | Caraffa                      | CZ        | 1863 | Cambia denominazione in          | Caraffa di Catanzaro                                           | CZ        |
| B718          | Caraffa                      | RC        | 1864 | Cambia denominazione in          | Caraffa del Bianco                                             | RC        |
| B718          | Caraffa del Bianco           | RC        | 1928 | Soppresso per costituire         | Samo di Calabria                                               | RC        |
| B718          | Caraffa del Bianco           | RC        | 1946 | Ricostituito con soppressione di | Samo di Calabria                                               | RC        |
| B771          | Carfizzi                     | CZ        | 1904 | Costituito con scorporo da       | San Nicola dell'Alto                                           | CZ        |
| B771          | Carfizzi                     | CZ        | 1992 | Cambia provincia                 |                                                                | KR        |
| B775          | Caridà                       | RC        | 1928 | Soppresso per costituire         | San Pietro di Caridà                                           | RC        |
| B813          | Carpanzano                   | CS        | 1928 | Soppresso e incorporato in       | Scigliano                                                      | CS        |
| B813          | Carpanzano                   | CS        | 1937 | Ricostituito con scorporo da     | Scigliano                                                      | CS        |
| B857          | Casabona                     | CZ        | 1992 | Cambia provincia                 |                                                                | KR        |
| B903          | Casalnuovo                   | CS        | 1863 | Cambia denominazione in          | Villapiana                                                     | CS        |
| B966          | Casignana                    | RC        | 1928 | Soppresso per costituire         | Samo di Calabria                                               | RC        |
| B966          | Casignana                    | RC        | 1946 | Ricostituito con soppressione di | Samo di Calabria                                               | RC        |
| B968          | Casino                       | CZ        | 1950 | Cambia denominazione in          | Castelsilano                                                   | CZ        |
| B968          | Castelsilano                 | CZ        | 1992 | Cambia provincia                 |                                                                | KR        |
| B983          | Casole                       | CS        | 1864 | Cambia denominazione in          | Casole Bruzio                                                  | CS        |
| B983          | Casole Bruzio                | CS        | 2017 | Soppresso per costituire         | Casali del Manco                                               | CS        |
| C002          | Cassano                      | CS        | 1863 | Cambia denominazione in          | Cassano all'Ionio                                              | CS        |
| C039          | Castagna                     | CZ        | 1869 | Soppresso e incorporato in       | Carlopoli                                                      | CZ        |
| C108          | Castelfranco                 | CS        | 1863 | Cambia denominazione in          | Castrolibero                                                   | CS        |
| C301          | Castiglione                  | CS        | 1863 | Cambia denominazione in          | Castiglione Cosentino                                          | CS        |
| C350          | Cataforio                    | RC        | 1927 | Soppresso e incorporato in       | Reggio Calabria                                                | RC        |
| C355          | Catona                       | RC        | 1927 | Soppresso e incorporato in       | Reggio Calabria                                                | RC        |
| C489          | Cerchiara                    | CS        | 1864 | Cambia denominazione in          | Cerchiara di Calabria                                          | CS        |
| C501          | Cerenzia                     | CZ        | 1928 | Soppresso e incorporato in       | Caccuri                                                        | CZ        |
| C501          | Cerenzia                     | CZ        | 1946 | Ricostituito con scorporo da     | Caccuri                                                        | CZ        |
| C501          | Cerenzia                     | CZ        | 1992 | Cambia provincia                 |                                                                | KR        |
| C554          | Cervicati                    | CS        | 1928 | Soppresso e incorporato in       | San Marco Argentano                                            | CS        |
| C554          | Cervicati                    | CS        | 1937 | Ricostituito con scorporo da     | San Marco Argentano                                            | CS        |
| C581          | Cessaniti                    | CZ        | 1992 | Cambia provincia                 |                                                                | VV        |
| C616          | Chiaravalle                  | CZ        | 1863 | Cambia denominazione in          | Chiaravalle Centrale                                           | CZ        |
| C717          | Cipollina                    | CS        | 1948 | Costituito con scorporo da       | Grisolia Cipollina                                             | CS        |
| C717          | Cipollina                    | CS        | 1955 | Cambia denominazione in          | Santa Maria                                                    | CS        |
| C717          | Santa Maria                  | CS        | 1968 | Cambia denominazione in          | Santa Maria del Cedro                                          | CS        |
| C725          | Cirò                         | CZ        | 1992 | Cambia provincia                 |                                                                | KR        |
| C726          | Cirò Marina                  | CZ        | 1952 | Costituito con scorporo da       | Cirò                                                           | CZ        |
| C726          | Cirò Marina                  | CZ        | 1992 | Cambia provincia                 |                                                                | KR        |
| C795          | Pietramala                   | CS        | 1863 | Cambia denominazione in          | Cleto                                                          | CS        |
| C795          | Cleto                        | CS        | 1928 | Soppresso per costituire         | Aiello Calabro                                                 | CS        |
| C795          | Cleto                        | CS        | 1934 | Ricostituito con scorporo da     | Aiello Calabro                                                 | CS        |
| D005          | Corigliano                   | CS        | 1863 | Cambia denominazione in          | Corigliano Calabro                                             | CS        |
| D005          | Corigliano Calabro           | CS        | 2018 | Soppresso per costituire         | Corigliano-Rossano                                             | CS        |
| D122          | Cotrone                      | CZ        | 1928 | Cambia denominazione in          | Crotone                                                        | CZ        |
| D122          | Crotone                      | CZ        | 1992 | Cambia provincia                 |                                                                | KR        |
| D123          | Cotronei                     | CZ        | 1992 | Cambia provincia                 |                                                                | KR        |
| D184          | Crosia                       | CS        | 1902 | Costituito con scorporo da       | Caloveto                                                       | CS        |
| D184          | Crosia                       | CS        | 1928 | Soppresso e incorporato in       | Calopezzati                                                    | CS        |
| D184          | Crosia                       | CS        | 1937 | Ricostituito con scorporo da     | Calopezzati                                                    | CS        |
| D189          | Crucoli                      | CZ        | 1992 | Cambia provincia                 |                                                                | KR        |
| D236          | Cutro                        | CZ        | 1992 | Cambia provincia                 |                                                                | KR        |
| D253          | Dasà                         | CZ        | 1928 | Soppresso e incorporato in       | Acquaro                                                        | CZ        |
| D253          | Dasà                         | CZ        | 1929 | Ricostituito con scorporo da     | Acquaro                                                        | CZ        |
| D253          | Dasà                         | CZ        | 1992 | Cambia provincia                 |                                                                | VV        |
| D268          | Delianuova                   | RC        | 1878 | Costituito con fusione di        | Paracorio e Pedavoli                                           | RC        |
| D303          | Dinami                       | CZ        | 1992 | Cambia provincia                 |                                                                | VV        |
| D364          | Drapia                       | CZ        | 1992 | Cambia provincia                 |                                                                | VV        |
| D453          | Fabrizia                     | CZ        | 1992 | Cambia provincia                 |                                                                | VV        |
| D464          | Fagnano                      | CS        | 1863 | Cambia denominazione in          | Fagnano Castello                                               | CS        |
| D473          | Falconara                    | CS        | 1863 | Cambia denominazione in          | Falconara Albanese                                             | CS        |
| D546          | Feroleto Piano               | CZ        | 1872 | Cambia denominazione in          | Pianopoli                                                      | CZ        |
| D582          | Figline                      | CS        | 1864 | Cambia denominazione in          | Figline Vegliaturo                                             | CS        |
| D587          | Filadelfia                   | CZ        | 1992 | Cambia provincia                 |                                                                | VV        |
| D589          | Filandari                    | CZ        | 1992 | Cambia provincia                 |                                                                | VV        |
| D596          | Filogaso                     | CZ        | 1992 | Cambia provincia                 |                                                                | VV        |
| D619          | Fiumara                      | RC        | 1927 | Soppresso e incorporato in       | Reggio Calabria                                                | RC        |
| D619          | Fiumara                      | RC        | 1948 | Ricostituito con scorporo da     | Villa San Giovanni                                             | RC        |
| D624          | Fiumefreddo                  | CS        | 1863 | Cambia denominazione in          | Fiumefreddo Bruzio                                             | CS        |
| D744          | Fossato                      | CZ        | 1864 | Cambia denominazione in          | Fossato Serralta                                               | CZ        |
| D746          | Montebello                   | RC        | 1864 | Cambia denominazione in          | Fossato di Calabria Ultra 1°                                   | RC        |
| D746          | Fossato di Calabria Ultra 1° | RC        | 1890 | Cambia denominazione in          | Montebello Ionico                                              | RC        |
| D762          | Francavilla                  | CZ        | 1863 | Cambia denominazione in          | Francavilla Angitola                                           | CZ        |
| D762          | Francavilla Angitola         | CZ        | 1992 | Cambia provincia                 |                                                                | VV        |
| D764          | Francavilla                  | CS        | 1863 | Cambia denominazione in          | Francavilla Marittima                                          | CS        |
| D767          | Francica                     | CZ        | 1992 | Cambia provincia                 |                                                                | VV        |
| D877          | Gallico                      | RC        | 1927 | Soppresso e incorporato in       | Reggio Calabria                                                | RC        |
| D880          | Gallina                      | RC        | 1927 | Soppresso e incorporato in       | Reggio Calabria                                                | RC        |
| D975          | Gerace                       | RC        | 1905 | Cambia denominazione in          | Gerace Superiore                                               | RC        |
| D975          | Gerace Superiore             | RC        | 1941 | Cambia denominazione in          | Gerace                                                         | RC        |
| D976          | Gerace Marina                | RC        | 1905 | Costituito con scorporo da       | Gerace                                                         | RC        |
| D976          | Gerace Marina                | RC        | 1934 | Cambia denominazione in          | Locri                                                          | RC        |
| D988          | Gerocarne                    | CZ        | 1992 | Cambia provincia                 |                                                                | VV        |
| E041          | Gioja                        | RC        | 1863 | Cambia denominazione in          | Gioia Tauro                                                    | RC        |
| E044          | Giojosa                      | RC        | 1863 | Cambia denominazione in          | Gioiosa Ionica                                                 | RC        |
| E186          | Grisolia Cipollina           | CS        | 1948 | Cambia denominazione in          | Grisolia                                                       | CS        |
| E242          | Guardia                      | CS        | 1863 | Cambia denominazione in          | Guardia Piemontese                                             | CS        |
| E242          | Guardia Piemontese           | CS        | 1927 | Soppresso per costituire         | Guardia Piemontese Terme                                       | CS        |
| E242          | Guardia Piemontese           | CS        | 1945 | Ricostituito con soppressione di | Guardia Piemontese Terme                                       | CS        |
| E247          | Guardia Piemontese Terme     | CS        | 1927 | Costituito con fusione di        | Acquappesa e Guardia Piemontese                                | CS        |
| E247          | Guardia Piemontese Terme     | CS        | 1945 | Soppresso con ricostituzione di  | Acquappesa e Guardia Piemontese                                | CS        |
| E275          | Iatrinoli                    | RC        | 1928 | Soppresso per costituire         | Taurianova                                                     | RC        |
| E321          | Jonadi                       | CZ        | 1992 | Cambia provincia                 |                                                                | VV        |
| E339          | Isola                        | CZ        | 1863 | Cambia denominazione in          | Isola di Capo Rizzuto                                          | CZ        |
| E339          | Isola di Capo Rizzuto        | CZ        | 1992 | Cambia provincia                 |                                                                | KR        |
| E389          | Joppolo                      | CZ        | 1992 | Cambia provincia                 |                                                                | VV        |
| E417          | Laino Borgo                  | CS        | 1928 | Soppresso per costituire         | Laino Bruzio                                                   | CS        |
| E417          | Laino Borgo                  | CS        | 1947 | Ricostituito con soppressione di | Laino Bruzio                                                   | CS        |
| E418          | Laino Bruzio                 | CS        | 1928 | Costituito con fusione di        | Laino Borgo e Laino Castello                                   | CS        |
| E418          | Laino Bruzio                 | CS        | 1947 | Soppresso con ricostituzione di  | Laino Borgo e Laino Castello                                   | CS        |
| E419          | Laino Castello               | CS        | 1928 | Soppresso per costituire         | Laino Bruzio                                                   | CS        |
| E419          | Laino Castello               | CS        | 1947 | Ricostituito con soppressione di | Laino Bruzio                                                   | CS        |
| E475          | Lattarico                    | CS        | 1928 | Soppresso e incorporato in       | Montalto Uffugo                                                | CS        |
| E475          | Lattarico                    | CS        | 1934 | Ricostituito con scorporo da     | Montalto Uffugo                                                | CS        |
| E479          | Laureana                     | CS        | 1863 | Cambia denominazione in          | Laureana di Borello                                            | RC        |
| E479          | Laureana di Borello          | RC        | 1930 | Cambia denominazione in          | Laureana di Borrello                                           | RC        |
| E590          | Limbadi                      | CZ        | 1992 | Cambia provincia                 |                                                                | VV        |
| E677          | Longobardi                   | CS        | 1928 | Soppresso e incorporato in       | Fiumefreddo Bruzio                                             | CS        |
| E677          | Longobardi                   | CS        | 1937 | Ricostituito con scorporo da     | Fiumefreddo Bruzio                                             | CS        |
| E836          | Maierato                     | CZ        | 1992 | Cambia provincia                 |                                                                | VV        |
| E872          | Malvito                      | CS        | 1928 | Soppresso e incorporato in       | Fagnano Castello                                               | CS        |
| E872          | Malvito                      | CS        | 1934 | Ricostituito con scorporo da     | Fagnano Castello                                               | CS        |
| E888          | Mangone                      | CS        | 1928 | Soppresso e incorporato in       | Rogliano                                                       | CS        |
| E888          | Mangone                      | CS        | 1934 | Ricostituito con scorporo da     | Rogliano                                                       | CS        |
| E956          | Marina di Gioiosa Ionica     | RC        | 1948 | Costituito con scorporo da       | Gioiosa Ionica                                                 | RC        |
| E990          | Martirano                    | CZ        | 1957 | Costituito con scorporo da       | Martirano Lombardo                                             | CZ        |
| E991          | Martirano                    | CZ        | 1929 | Cambia denominazione in          | Martirano Lombardo                                             | CZ        |
| F001          | Marzi                        | CS        | 1928 | Soppresso e incorporato in       | Rogliano                                                       | CS        |
| F001          | Marzi                        | CS        | 1937 | Ricostituito con scorporo da     | Rogliano                                                       | CS        |
| F106          | Melicucco                    | RC        | 1936 | Costituito con scorporo da       | Polistena e Rosarno                                            | RC        |
| F108          | Melissa                      | CZ        | 1992 | Cambia provincia                 |                                                                | KR        |
| F112          | Melito                       | RC        | 1864 | Cambia denominazione in          | Melito di Porto Salvo                                          | RC        |
| F157          | Mesoraca                     | CZ        | 1992 | Cambia provincia                 |                                                                | KR        |
| F207          | Mileto                       | CZ        | 1992 | Cambia provincia                 |                                                                | VV        |
| F364          | Mongiana                     | CZ        | 1992 | Cambia provincia                 |                                                                | VV        |
| F416          | Montalto                     | CS        | 1863 | Cambia denominazione in          | Montalto Affugo                                                | CS        |
| F416          | Montalto Affugo              | CS        | 1863 | Cambia denominazione in          | Montalto Uffugo                                                | CS        |
| F537          | Monteleone                   | CZ        | 1863 | Cambia denominazione in          | Monteleone di Calabria                                         | CZ        |
| F537          | Monteleone di Calabria       | CZ        | 1928 | Cambia denominazione in          | Vibo Valentia                                                  | CZ        |
| F537          | Vibo Valentia                | CZ        | 1992 | Cambia provincia                 |                                                                | VV        |
| F607          | Monterosso                   | CZ        | 1863 | Cambia denominazione in          | Monterosso Calabro                                             | CZ        |
| F607          | Monterosso Calabro           | CZ        | 1992 | Cambia provincia                 |                                                                | VV        |
| F708          | Morano                       | CS        | 1863 | Cambia denominazione in          | Morano Calabro                                                 | CS        |
| F779          | Motta                        | RC        | 1863 | Cambia denominazione in          | Motta San Giovanni                                             | RC        |
| F843          | Nardodipace                  | CZ        | 1901 | Costituito con scorporo da       | Fabrizia                                                       | CZ        |
| F843          | Nardodipace                  | CZ        | 1992 | Cambia provincia                 |                                                                | VV        |
| F888          | Nicastro                     | CZ        | 1968 | Soppresso per costituire         | Lamezia Terme                                                  | CZ        |
| F893          | Nicotera                     | CZ        | 1992 | Cambia provincia                 |                                                                | VV        |
| F910          | Nocera                       | CZ        | 1863 | Cambia denominazione in          | Nocera Terinese                                                | CZ        |
| G082          | Oppido                       | RC        | 1863 | Cambia denominazione in          | Oppido Mamertina                                               | RC        |
| G138          | Ortì                         | RC        | 1865 | Soppresso e incorporato in       | Reggio Calabria                                                | RC        |
| G278          | Pallagorio                   | CZ        | 1992 | Cambia provincia                 |                                                                | KR        |
| G298          | Paludi                       | CS        | 1928 | Soppresso e incorporato in       | Cropalati                                                      | CS        |
| G298          | Paludi                       | CS        | 1934 | Ricostituito con scorporo da     | Cropalati                                                      | CS        |
| G326          | Paracorio                    | RC        | 1878 | Soppresso per costituire         | Delianuova                                                     | RC        |
| G331          | Parenti                      | CS        | 1928 | Soppresso e incorporato in       | Rogliano                                                       | CS        |
| G331          | Parenti                      | CS        | 1934 | Ricostituito con scorporo da     | Rogliano                                                       | CS        |
| G335          | Parghelia                    | CZ        | 1992 | Cambia provincia                 |                                                                | VV        |
| G372          | Paterno                      | CS        | 1863 | Cambia denominazione in          | Paterno Calabro                                                | CS        |
| G400          | Pedace                       | CS        | 2017 | Soppresso per costituire         | Casali del Manco                                               | CS        |
| G405          | Pedavoli                     | RC        | 1878 | Soppresso per costituire         | Delianuova                                                     | RC        |
| G411          | Pedivigliano                 | CS        | 1928 | Soppresso e incorporato in       | Scigliano                                                      | CS        |
| G411          | Pedivigliano                 | CS        | 1937 | Ricostituito con scorporo da     | Scigliano                                                      | CS        |
| G422          | Pellaro                      | RC        | 1927 | Soppresso e incorporato in       | Reggio Calabria                                                | RC        |
| G508          | Policastro                   | CZ        | 1863 | Cambia denominazione in          | Petilia Policastro                                             | CZ        |
| G508          | Petilia Policastro           | CZ        | 1992 | Cambia provincia                 |                                                                | KR        |
| G553          | Piane                        | CS        | 1863 | Cambia denominazione in          | Piane Crati                                                    | CS        |
| G622          | Pietrapaola                  | CS        | 1928 | Soppresso e incorporato in       | Mandatoriccio                                                  | CS        |
| G622          | Pietrapaola                  | CS        | 1934 | Ricostituito con scorporo da     | Mandatoriccio                                                  | CS        |
| G708          | Piscopio                     | CZ        | 1937 | Soppresso e incorporato in       | Vibo Valentia                                                  | CZ        |
| G722          | Pizzo                        | CZ        | 1992 | Cambia provincia                 |                                                                | VV        |
| G728          | Pizzoni                      | CZ        | 1992 | Cambia provincia                 |                                                                | VV        |
| G745          | Podàrgoni                    | RC        | 1927 | Soppresso e incorporato in       | Reggio Calabria                                                | RC        |
| G785          | Polia                        | CZ        | 1992 | Cambia provincia                 |                                                                | VV        |
| G975          | Praia a Mare                 | CS        | 1928 | Costituito con fusione di        | Aieta e Tortora                                                | CS        |
| H013          | Precacore                    | RC        | 1911 | Cambia denominazione in          | Samo                                                           | RC        |
| H013          | Samo                         | RC        | 1928 | Soppresso per costituire         | Samo di Calabria                                               | RC        |
| H013          | Samo                         | RC        | 1946 | Ricostituito con soppressione di | Samo di Calabria                                               | RC        |
| H155          | Radicena                     | RC        | 1928 | Soppresso per costituire         | Taurianova                                                     | RC        |
| ???           | Reggio                       | RC        | 1861 | Cambia denominazione in          | Reggio Calabria                                                | RC        |
| H271          | Ricadi                       | CZ        | 1992 | Cambia provincia                 |                                                                | VV        |
| H383          | Roccabernarda                | CZ        | 1992 | Cambia provincia                 |                                                                | KR        |
| H403          | Rocca Ferdinandea            | CZ        | 1863 | Cambia denominazione in          | Rocca di Neto                                                  | CZ        |
| H403          | Rocca di Neto                | CZ        | 1992 | Cambia provincia                 |                                                                | KR        |
| H408          | Roccaforte                   | RC        | 1864 | Cambia denominazione in          | Roccaforte del Greco                                           | RC        |
| H456          | Roccella                     | RC        | 1863 | Cambia denominazione in          | Roccella Ionica                                                | RC        |
| H488          | Rogiano                      | CS        | 1864 | Cambia denominazione in          | Roggiano Gravina                                               | CS        |
| H516          | Rombiolo                     | CS        | 1992 | Cambia provincia                 |                                                                | VV        |
| H557          | Rosalì                       | RC        | 1927 | Soppresso e incorporato in       | Reggio Calabria                                                | RC        |
| H572          | Roseto                       | CS        | 1863 | Cambia denominazione in          | Rosito Capo Spulico                                            | CS        |
| H572          | Rosito Capo Spulico          | CS        | 1970 | Cambia denominazione in          | Roseto Capo Spulico                                            | CS        |
| H579          | Rossano                      | CS        | 2018 | Soppresso per costituire         | Corigliano-Rossano                                             | CS        |
| H585          | Rota                         | CS        | 1863 | Cambia denominazione in          | Rota Greca                                                     | CS        |
| H709          | Salice                       | RC        | 1864 | Cambia denominazione in          | Salice Calabro                                                 | RC        |
| H709          | Salice Calabro               | RC        | 1927 | Soppresso e incorporato in       | Reggio Calabria                                                | RC        |
| H741          | Sambatello                   | RC        | 1927 | Soppresso e incorporato in       | Reggio Calabria                                                | RC        |
| H742          | Sambiase                     | CZ        | 1968 | Soppresso per costituire         | Lamezia Terme                                                  | CZ        |
| H751          | Samo di Calabria             | RC        | 1928 | Costituito con fusione di        | Caraffa del Bianco, Casignana, Samo e Sant'Agata del Bianco    | RC        |
| H751          | Samo di Calabria             | RC        | 1946 | Soppresso con ricostituzione di  | Caraffa del Bianco, Casignana, Samo e Sant'Agata del Bianco    | RC        |
| H774          | San Benedetto Ullano         | CS        | 1928 | Soppresso e incorporato in       | Montalto Uffugo                                                | CS        |
| H774          | San Benedetto Ullano         | CS        | 1937 | Ricostituito con scorporo da     | Montalto Uffugo                                                | CS        |
| H785          | San Calogero                 | CZ        | 1992 | Cambia provincia                 |                                                                | VV        |
| H806          | San Cosmo                    | CS        | 1897 | Cambia denominazione in          | San Cosmo Albanese                                             | CS        |
| H807          | San Costantino               | CZ        | 1864 | Cambia denominazione in          | San Costantino Calabro                                         | CZ        |
| H807          | San Costantino Calabro       | CZ        | 1992 | Cambia provincia                 |                                                                | VV        |
| H818          | San Demetrio                 | CS        | 1863 | Cambia denominazione in          | San Demetrio Corone                                            | CS        |
| H825          | San Donato                   | CS        | 1864 | Cambia denominazione in          | San Donato di Ninea                                            | CS        |
| H881          | San Giorgio                  | RC        | 1863 | Cambia denominazione in          | San Giorgio Albanese                                           | CS        |
| H889          | San Giorgio                  | RC        | 1864 | Cambia denominazione in          | San Giorgio Morgeto                                            | RC        |
| H903          | San Giovanni                 | RC        | 1863 | Cambia denominazione in          | San Giovanni di Gerace                                         | RC        |
| H934          | San Giuseppe                 | RC        | 1864 | Cambia denominazione in          | Villa San Giuseppe                                             | RC        |
| H934          | Villa San Giuseppe           | RC        | 1927 | Soppresso e incorporato in       | Reggio Calabria                                                | RC        |
| H941          | San Gregorio                 | CZ        | 1863 | Cambia denominazione in          | San Gregorio d'Ippona                                          | CZ        |
| H941          | San Gregorio d'Ippona        | CZ        | 1992 | Cambia provincia                 |                                                                | VV        |
| H976          | San Mango                    | CZ        | 1863 | Cambia denominazione in          | San Mango d'Aquino                                             | CZ        |
| H981          | San Marco                    | CS        | 1862 | Cambia denominazione in          | San Marco Argentano                                            | CS        |
| H992          | San Martino                  | CS        | 1863 | Cambia denominazione in          | San Martino di Finita                                          | CS        |
| I026          | San Mauro                    | CZ        | 1863 | Cambia denominazione in          | San Mauro Marchesato                                           | CZ        |
| I026          | San Mauro Marchesato         | CZ        | 1992 | Cambia provincia                 |                                                                | KR        |
| I057          | San Nicola                   | CZ        | 1863 | Cambia denominazione in          | San Nicola dell'Alto                                           | CZ        |
| I057          | San Nicola dell'Alto         | CZ        | 1992 | Cambia provincia                 |                                                                | KR        |
| I058          | San Nicola                   | CZ        | 1863 | Cambia denominazione in          | San Nicola da Crissa                                           | CZ        |
| I058          | San Nicola da Crissa         | CZ        | 1992 | Cambia provincia                 |                                                                | VV        |
| I060          | San Nicola Arcella           | CS        | 1912 | Costituito con scorporo da       | Scalea                                                         | CS        |
| I083          | San Pietro                   | RC        | 1862 | Cambia denominazione in          | San Pier Fedele                                                | RC        |
| I083          | San Pier Fedele              | RC        | 1928 | Soppresso per costituire         | San Pietro di Caridà                                           | RC        |
| I095          | San Pietro a Tiriolo         | CZ        | 1863 | Cambia denominazione in          | San Pietro Apostolo                                            | CZ        |
| I102          | San Pietro di Caridà         | RC        | 1928 | Costituito con fusione di        | Caridà e San Pier Fedele                                       | RC        |
| I108          | San Pietro in Amantea        | CS        | 1928 | Soppresso e incorporato in       | Amantea                                                        | CS        |
| I108          | San Pietro in Amantea        | CS        | 1937 | Ricostituito con scorporo da     | Amantea                                                        | CZ        |
| I170          | Santa Caterina               | CZ        | 1863 | Cambia denominazione in          | Santa Caterina dello Ionio                                     | CZ        |
| I171          | Santa Caterina               | CS        | 1863 | Cambia denominazione in          | Santa Caterina Albanese                                        | CS        |
| I171          | Santa Caterina Albanese      | CS        | 1928 | Soppresso e incorporato in       | Fagnano Castello                                               | CS        |
| I171          | Santa Caterina Albanese      | CS        | 1934 | Ricostituito con scorporo da     | Fagnano Castello                                               | CS        |
| I176          | Santa Cristina               | RC        | 1864 | Cambia denominazione in          | Santa Cristina d'Aspromonte                                    | RC        |
| I183          | Santa Domenica               | CS        | 1864 | Cambia denominazione in          | Santa Domenica Talao                                           | CS        |
| I192          | Sant'Agata                   | CS        | 1862 | Cambia denominazione in          | Sant'Agata di Esaro                                            | CS        |
| I198          | Sant'Agata del Bianco        | RC        | 1928 | Soppresso per costituire         | Samo di Calabria                                               | RC        |
| I198          | Sant'Agata del Bianco        | RC        | 1946 | Ricostituito con soppressione di | Samo di Calabria                                               | RC        |
| I214          | Sant'Alessio                 | RC        | 1864 | Cambia denominazione in          | Sant'Alessio in Aspromonte                                     | RC        |
| I266          | Sant'Andrea                  | CZ        | 1863 | Cambia denominazione in          | Sant'Andrea Apostolo dello Ionio                               | CZ        |
| I308          | Santa Severina               | CZ        | 1992 | Cambia provincia                 |                                                                | KR        |
| I309          | Santa Sofia                  | CS        | 1863 | Cambia denominazione in          | Santa Sofia d'Epiro                                            | CS        |
| I322          | Sant'Elia                    | CZ        | 1863 | Cambia denominazione in          | Vallefiorita                                                   | CZ        |
| I334          | Sant'Eufemia Lamezia         | CZ        | 1935 | Costituito con scorporo da       | Curinga, Gizzeria, Maida, Nicastro e San Pietro a Maida        | CZ        |
| I334          | Sant'Eufemia Lamezia         | CZ        | 1968 | Soppresso per costituire         | Lamezia Terme                                                  | CZ        |
| I341          | Sant'Ilario                  | RC        | 1863 | Cambia denominazione in          | Sant'Ilario dello Ionio                                        | RC        |
| I350          | Sant'Onofrio                 | CZ        | 1992 | Cambia provincia                 |                                                                | VV        |
| I359          | Santo Stefano                | CS        | 1864 | Cambia denominazione in          | Santo Stefano di Rogliano                                      | CS        |
| I359          | Santo Stefano di Rogliano    | CS        | 1928 | Soppresso e incorporato in       | Rogliano                                                       | CS        |
| I359          | Santo Stefano di Rogliano    | CS        | 1937 | Ricostituito con scorporo da     | Rogliano                                                       | CS        |
| I371          | Santo Stefano                | RC        | 1863 | Cambia denominazione in          | Santo Stefano in Aspromonte                                    | RC        |
| I388          | San Vincenzo                 | CS        | 1863 | Cambia denominazione in          | San Vincenzo La Costa                                          | CS        |
| I388          | San Vincenzo La Costa        | CS        | 1928 | Soppresso e incorporato in       | Montalto Uffugo                                                | CS        |
| I388          | San Vincenzo La Costa        | CS        | 1937 | Ricostituito con scorporo da     | Montalto Uffugo                                                | CS        |
| I393          | San Vito                     | CZ        | 1863 | Cambia denominazione in          | San Vito sullo Ionio                                           | CZ        |
| I468          | Savelli                      | CZ        | 1992 | Cambia provincia                 |                                                                | KR        |
| I485          | Scala                        | CS        | 1863 | Cambia denominazione in          | Scala Coeli                                                    | CS        |
| I494          | Scandale                     | CZ        | 1992 | Cambia provincia                 |                                                                | KR        |
| I590          | Sellia Marina                | CZ        | 1957 | Costituito con scorporo da       | Albi, Cropani, Magisano, Sellia e Soveria Simeri               | CZ        |
| I639          | Serra                        | CZ        | 1863 | Cambia denominazione in          | Serra San Bruno                                                | CZ        |
| I642          | Serra d'Aiello               | CS        | 1928 | Soppresso per costituire         | Aiello Calabro                                                 | CS        |
| I642          | Serra d'Aiello               | CS        | 1937 | Ricostituito con scorporo da     | Aiello Calabro                                                 | CS        |
| I639          | Serra San Bruno              | CZ        | 1992 | Cambia provincia                 |                                                                | VV        |
| I650          | Serra Pedace                 | CS        | 2017 | Soppresso per costituire         | Casali del Manco                                               | CS        |
| I744          | Simbario                     | CZ        | 1992 | Cambia provincia                 |                                                                | VV        |
| I844          | Sorbo                        | CZ        | 1863 | Cambia denominazione in          | Sorbo San Basile                                               | CZ        |
| I853          | Sorianello                   | CZ        | 1992 | Cambia provincia                 |                                                                | VV        |
| I854          | Soriano                      | CZ        | 1877 | Cambia denominazione in          | Soriano Calabro                                                | CZ        |
| I854          | Soriano Calabro              | CZ        | 1992 | Cambia provincia                 |                                                                | VV        |
| I884          | Spadola                      | CZ        | 1992 | Cambia provincia                 |                                                                | VV        |
| I896          | Spezzano della Sila          | CS        | 1928 | Costituito con fusione di        | Spezzano Grande e Spezzano Piccolo                             | CS        |
| I897          | Spezzano Grande              | CS        | 1928 | Soppresso per costituire         | Spezzano della Sila                                            | CS        |
| I898          | Spezzano Piccolo             | CS        | 1928 | Soppresso per costituire         | Spezzano della Sila                                            | CS        |
| I898          | Spezzano Piccolo             | CS        | 1937 | Ricostituito con scorporo da     | Spezzano della Sila                                            | CS        |
| I898          | Spezzano Piccolo             | CS        | 2017 | Soppresso per costituire         | Casali del Manco                                               | CS        |
| I905          | Spilinga                     | CZ        | 1992 | Cambia provincia                 |                                                                | VV        |
| I945          | Stefanaconi                  | CZ        | 1992 | Cambia provincia                 |                                                                | VV        |
| I982          | Strongoli                    | CZ        | 1992 | Cambia provincia                 |                                                                | KR        |
| L063          | Taurianova                   | RC        | 1928 | Costituito con fusione di        | Iatrinoli, Radicena e Terranova Sappo Minulio                  | RC        |
| L124          | Terranova                    | CS        | 1864 | Cambia denominazione in          | Terranova da Sibari                                            | CS        |
| L127          | Terranova                    | RC        | 1864 | Cambia denominazione in          | Terranova Sappo Minulio                                        | RC        |
| L127          | Terranova Sappo Minulio      | RC        | 1928 | Soppresso per costituire         | Taurianova                                                     | RC        |
| L127          | Terranova Sappo Minulio      | RC        | 1946 | Ricostituito con scorporo da     | Taurianova                                                     | RC        |
| L133          | Terrati                      | CS        | 1927 | Soppresso e incorporato in       | Lago                                                           | CS        |
| L134          | Terravecchia                 | CS        | 1921 | Costituito con scorporo da       | Cariati                                                        | CS        |
| L206          | Torano                       | CS        | 1864 | Cambia denominazione in          | Torano Castello                                                | CS        |
| L240          | Torre                        | CZ        | 1864 | Cambia denominazione in          | Torre di Ruggiero                                              | CZ        |
| L305          | Tortora                      | CS        | 1928 | Soppresso per costituire         | Praia a Mare                                                   | CS        |
| L305          | Tortora                      | CS        | 1937 | Ricostituito con scorporo da     | Praia a Mare                                                   | CS        |
| L375          | Trenta                       | CS        | 2017 | Soppresso per costituire         | Casali del Manco                                               | CS        |
| L391          | Tresilico                    | RC        | 1927 | Soppresso e incorporato in       | Oppido Mamertina                                               | RC        |
| L452          | Tropea                       | CZ        | 1992 | Cambia provincia                 |                                                                | VV        |
| L492          | Umbriatico                   | CZ        | 1992 | Cambia provincia                 |                                                                | KR        |
| L524          | Vaccarizzo                   | CS        | 1864 | Cambia denominazione in          | Vaccarizzo Albanese                                            | CS        |
| L607          | Vallelonga                   | CZ        | 1992 | Cambia provincia                 |                                                                | VV        |
| L699          | Vazzano                      | CZ        | 1992 | Cambia provincia                 |                                                                | VV        |
| L802          | Verzino                      | CZ        | 1992 | Cambia provincia                 |                                                                | KR        |
| M018          | Villa San Giovanni           | RC        | 1927 | Soppresso e incorporato in       | Reggio Calabria                                                | RC        |
| M018          | Villa San Giovanni           | RC        | 1932 | Ricostituito con scorporo da     | Reggio Calabria                                                | RC        |
| M138          | Zaccanopoli                  | CZ        | 1918 | Costituito con scorporo da       | Parghelia                                                      | CZ        |
| M138          | Zaccanopoli                  | CZ        | 1992 | Cambia provincia                 |                                                                | VV        |
| M143          | Zambrone                     | CZ        | 1992 | Cambia provincia                 |                                                                | VV        |
| M204          | Zungri                       | CZ        | 1992 | Cambia provincia                 |                                                                | VV        |
| M208          | Lamezia Terme                | CZ        | 1968 | Costituito con fusione di        | Nicastro, Sambiase e Sant'Eufemia Lamezia                      | CZ        |
| M277          | San Ferdinando               | RC        | 1977 | Costituito con scorporo da       | Rosarno                                                        | RC        |
| M385          | Casali del Manco             | CS        | 2017 | Costituito con fusione di        | Casole Bruzio, Pedace, Serra Pedace, Spezzano Piccolo e Trenta | CS        |
| M403          | Corigliano-Rossano           | CS        | 2018 | Costituito con fusione di        | Corigliano Calabro e Rossano                                   | CS        |